# Саранчуки

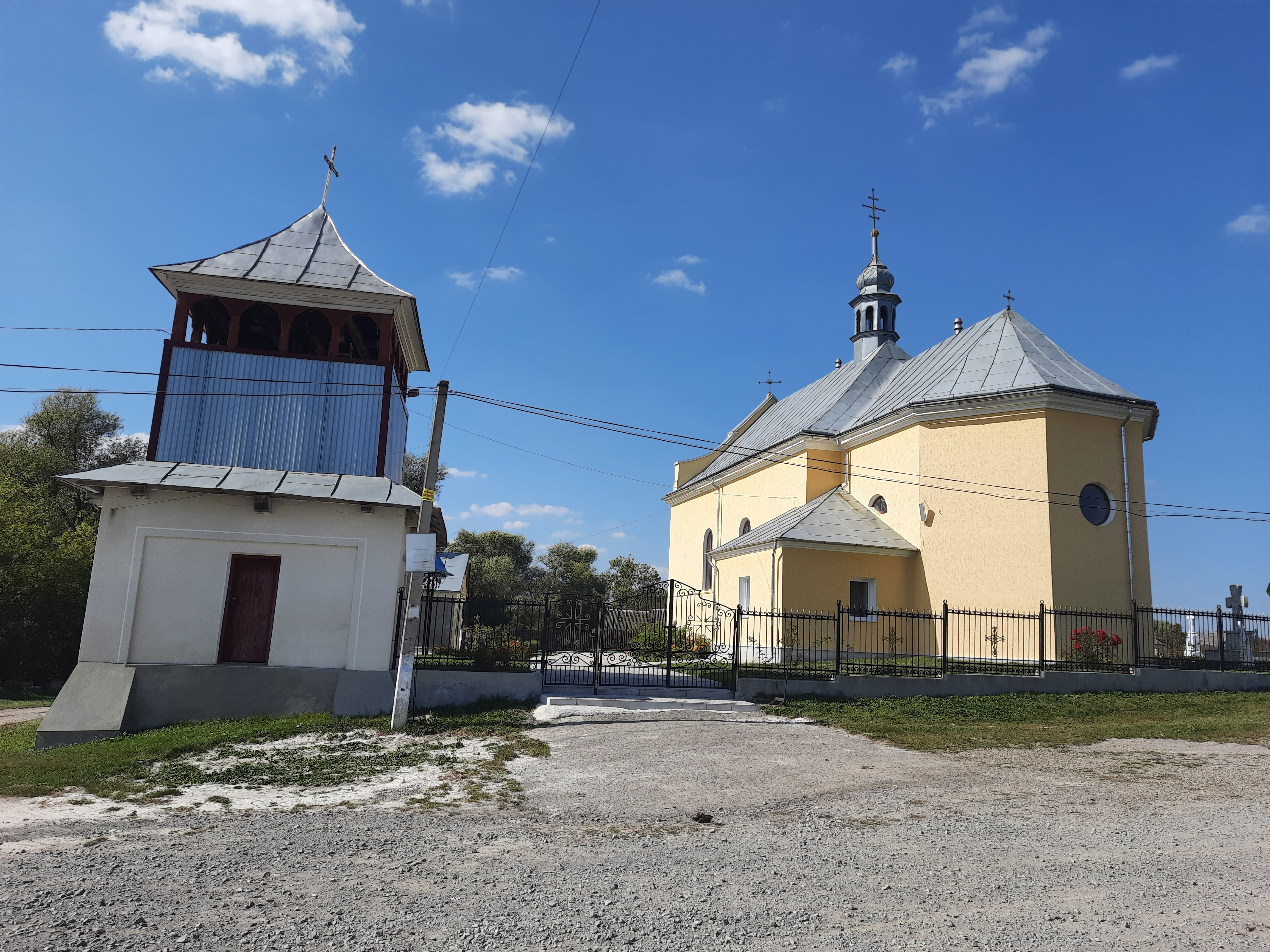
Церква Воздвиження Чесного і Животворящого Хреста

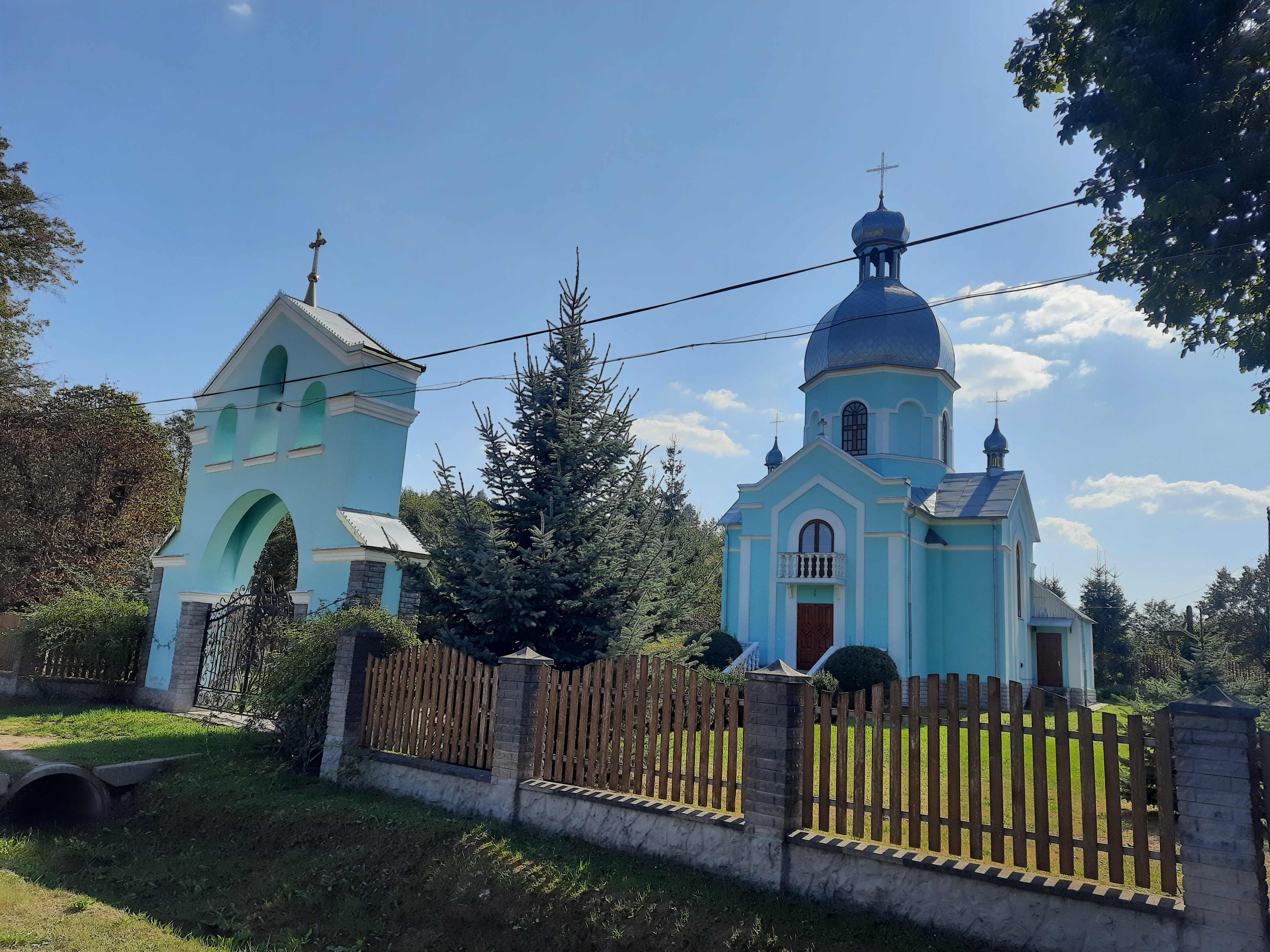
Церква Петра і Павла

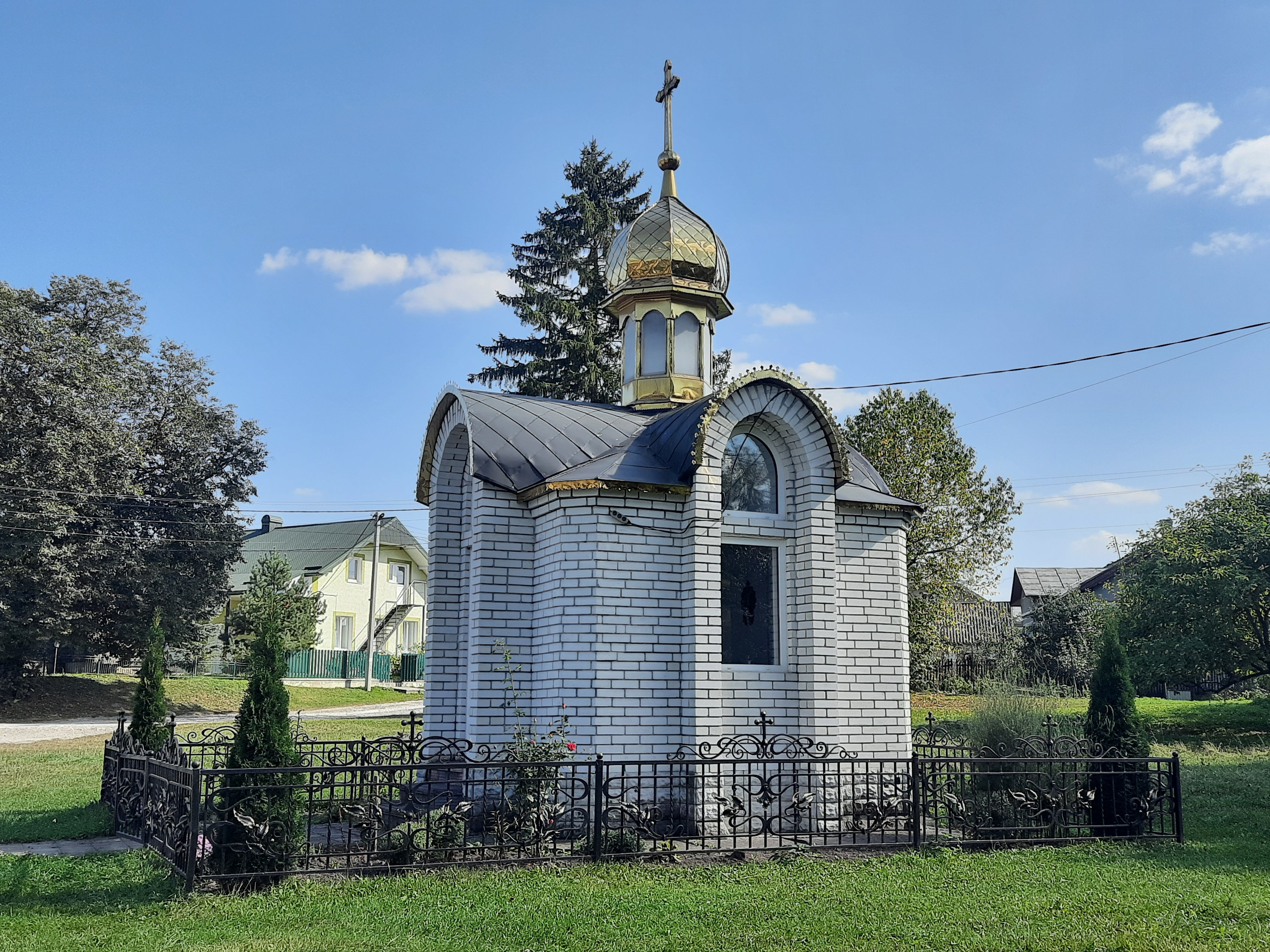
Капличка

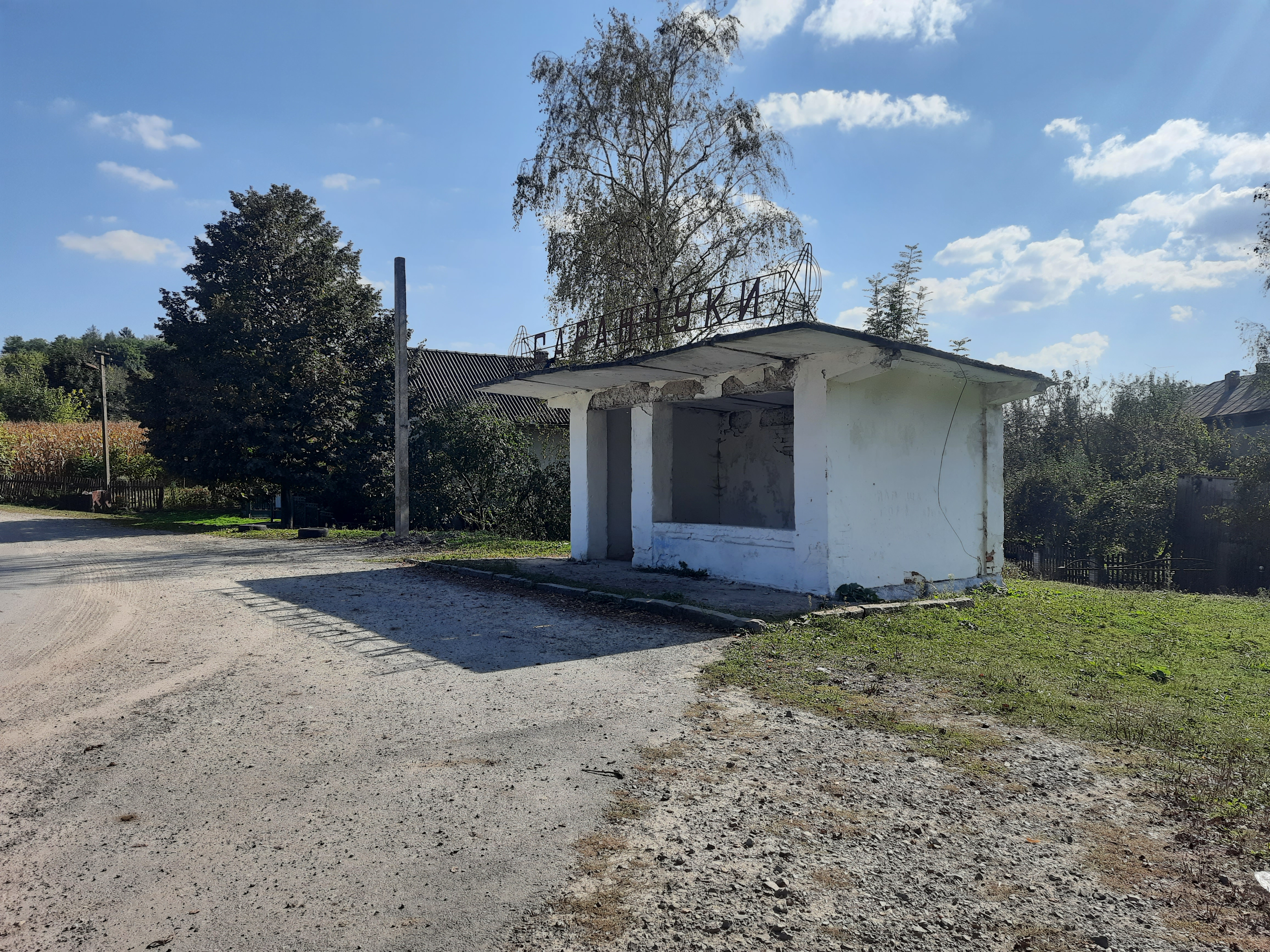
Автобусна зупинка

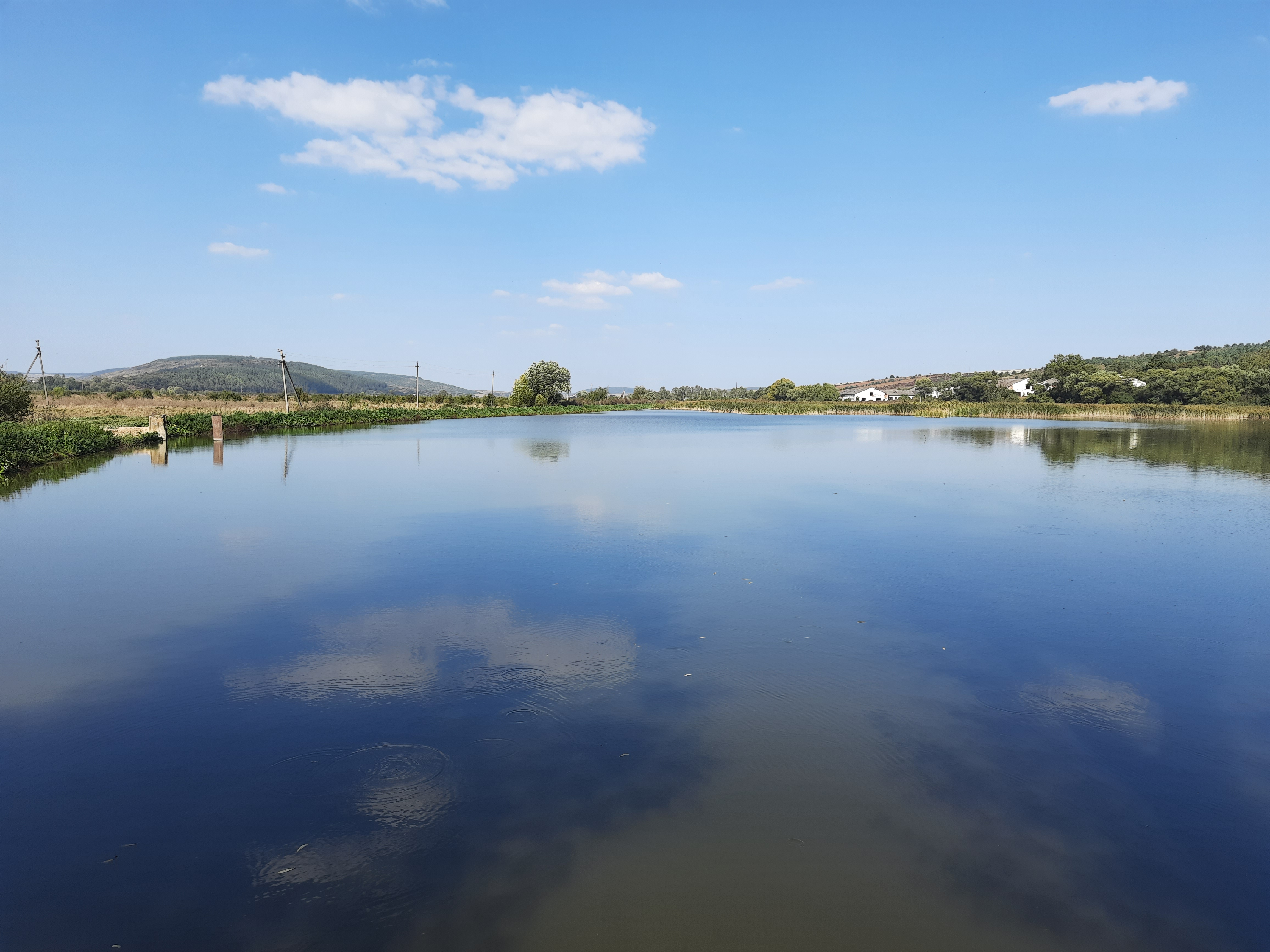
Став біля села

Саранчуки́ —  село в Україні, у Саранчуківській сільській громаді Тернопільського району Тернопільської області. До Саранчуків приєднано село Войсовичівка (колишній х. Добрянка) та хутори Гировиця і Соколиця.
До 2017 — центр однойменної сільради. Від 2017 року — центр Саранчуківської сільської громади.

## Географія
Розташоване на річці Золота Липа, на заході району.
Населення — 880 осіб (2007). Дворів — 276.

### Клімат
Для села характерний помірно континентальний клімат. Саранчуки розташовані у «холодному Поділлі» — найхолоднішому регіоні Тернопільської області.
| Клімат Саранчуків         | Клімат Саранчуків | Клімат Саранчуків | Клімат Саранчуків | Клімат Саранчуків | Клімат Саранчуків | Клімат Саранчуків | Клімат Саранчуків | Клімат Саранчуків | Клімат Саранчуків | Клімат Саранчуків | Клімат Саранчуків | Клімат Саранчуків | Клімат Саранчуків |
| Показник                  | Січ.              | Лют.              | Бер.              | Квіт.             | Трав.             | Черв.             | Лип.              | Серп.             | Вер.              | Жовт.             | Лист.             | Груд.             | Рік               |
| Середній максимум, °C     | −1,1              | 0,2               | 5,3               | 13,3              | 19,3              | 22,5              | 23,8              | 23,2              | 18,9              | 13,0              | 5,8               | 1,0               | 12                |
| Середня температура, °C   | −4,1              | −2,7              | 1,6               | 8,4               | 13,9              | 17,2              | 18,5              | 17,8              | 13,8              | 8,5               | 2,9               | −1,6              | 7                 |
| Середній мінімум, °C      | −7,1              | −5,6              | −2                | 3,6               | 8,5               | 11,9              | 13,2              | 12,4              | 8,7               | 4,0               | 0,0               | −4,1              | 3                 |
| Норма опадів, мм          | 32                | 31                | 32                | 50                | 77                | 91                | 95                | 70                | 55                | 38                | 36                | 39                | 646               |
| ------------------------- | ----------------- | ----------------- | ----------------- | ----------------- | ----------------- | ----------------- | ----------------- | ----------------- | ----------------- | ----------------- | ----------------- | ----------------- | ----------------- |
| Джерело: climate-data.org |                   |                   |                   |                   |                   |                   |                   |                   |                   |                   |                   |                   |                   |

## Герб
У лазуровому щиті золотий дзвін із золотою облямівкою, обтяжений вгорі золотим млином із золотою облямівкою, а внизу - золотою хвилястою балкою, і супроводжуваний знизу золотою рибою.

## Історія
Перша писемна згадка — 1399 рік. Тоді в селі існував костел, правдоподібно, фундований представниками роду шляхтичів Бучацьких гербу Абданк.
1416 року згадане як Шаранчуки.
Дідичем села був Якуб Скарбек гербу Абданк. Найпевніше, в середині 15 століття костел був знищений.
У податковому реєстрі 1515 року в селі документується 3 лани (близько 75 га) оброблюваної землі.
Через село пролягав торговельний шлях, яким переганяли худобу з Молдавії і Покуття, возили сіль із прикарпатських солеварень у Польщу та Литву. Між 1520 та 1525 роками мешканці Саранчуків отримали маґдебурзьке право.
Через деякий час населений пункт занепав, переданий в оренду селу Тростянець.
До 1939 року діяли товариства «Просвіта», «Січ», «Луг», «Сільський господар», «Союз українок», кооператива.
На початку липня жителі села Саранчуки виловлювали тіла з ріки Золота Липа, куди їх поскидали енкаведисти після розстрілу в бережанській тюрмі. Кільканадцять кілометрів пливли вони у кривавій воді аж до греблі в селі, де страшні понівечені трупи виловлювали i хоронили селяни. Неопізнаних хоронили у спільних могилах. Багато замордованих поховано в інших навколишніх селах.
У 1941-го — велика повінь.
Постановою Тернопільського облвиконкому від 16 січня 1946 р. виселялися зі своїх садиб усі мешканці села.
12 червня 2020 року, відповідно до Розпорядження Кабінету Міністрів України від  № 724-р «Про визначення адміністративних центрів та затвердження територій територіальних громад Тернопільської області», село увійшло до складу Саранчуківської сільської громади.
19 липня 2020 року, в результаті адміністративно-територіальної реформи та ліквідації Бережанського району, село увійшло до складу новоутвореного Тернопільського району.

## Населення
Населення села:
| Рік  | Число осіб | Українців та греко-католиків | Поляків та римо-католиків | Євреїв |
| ---- | ---------- | ---------------------------- | ------------------------- | ------ |
| 1900 | 1773       | 1430                         | 286                       | 56     |
| 1939 | ▲ 2470     | ▲ 2180                       | ▲ 230                     | ▲ 60   |
| 2007 | ▼ 880      | -                            | -                         | -      |
| 2014 | ▼ 785      | -                            | -                         | -      |

За даними перепису населення 2001 року мовний склад населення села був таким:
| Мова       | Число ос. | Відсоток |
| ---------- | --------- | -------- |
| українська |           | 99,79    |
| російська  |           | 0,11     |

## Пам'ятки
- церква Воздвиження Чесного і Животворящого Хреста (1865)
- церква Петра і Павла (2007, Войсовичівка).

### Пам'ятники
- громадсько-політичному діячеві Івану Гавдиді (2005, скульптор Д. Пилип'як)
- братська могила Замордованим 1941 в тюрмі у м. Бережани
- насипано символічну могилу Борцям за волю України (1992)
- встановлено пам'ятний хрест на честь скасування панщини 1848 року
- воїнам-односельцям, полеглим у німецько-радянській війні (1967).

## Соціальна сфера
Працюють ЗОШ 1-3 ступенів ім. І. Гавдиди, Будинок культури, бібліотека, ФАП, відділення зв'язку, кімната-музей І. Гавдиди, музей старовинних речей «Берегиня», деревообробний завод, млин, торгові заклади.

## Відомі люди

### Народилися
- Богдан Бугай (нар. 1947) — український лікар-пульмонолог вищої категорії, науковець, літератор.
- О. Ґудзяк — громадський діяч.
- Іван Гавдида — заступник Голови Проводу ОУН, член Центрального Проводу КУН.
- Мирон Горошко[12] — вчений-лісівник, статистик.
- Петро Гринчишин — поет, режисер.
- Андрій Дубчак — футболіст.
- Іван Карась — художник.
- Володимир Климків — диригент.
- Григорій Климків — громадський діяч.
- Петро Мокосій — десятник УСС і Армії УНР.
- М. Павлишин — український науковець.
- В. Павліський — український науковець.
- Віктор Пасічник (1993 — 2024) — молодший сержант Збройних сил України, учасник російсько-української війни.